# John Hamilton Reynolds
John Hamilton Reynolds, född den 9 september 1794 i Shrewsbury, död den 15 november 1852, var en engelsk skald.
Reynolds lät 1814 trycka två band dikter, följda av flera senare band, i vilka han visar sig påverkad av bland andra Byron, Wordsworth, Shelley och Keats, vilken sistnämnde var hans nära vän.